# Karl Joseph von Firmian

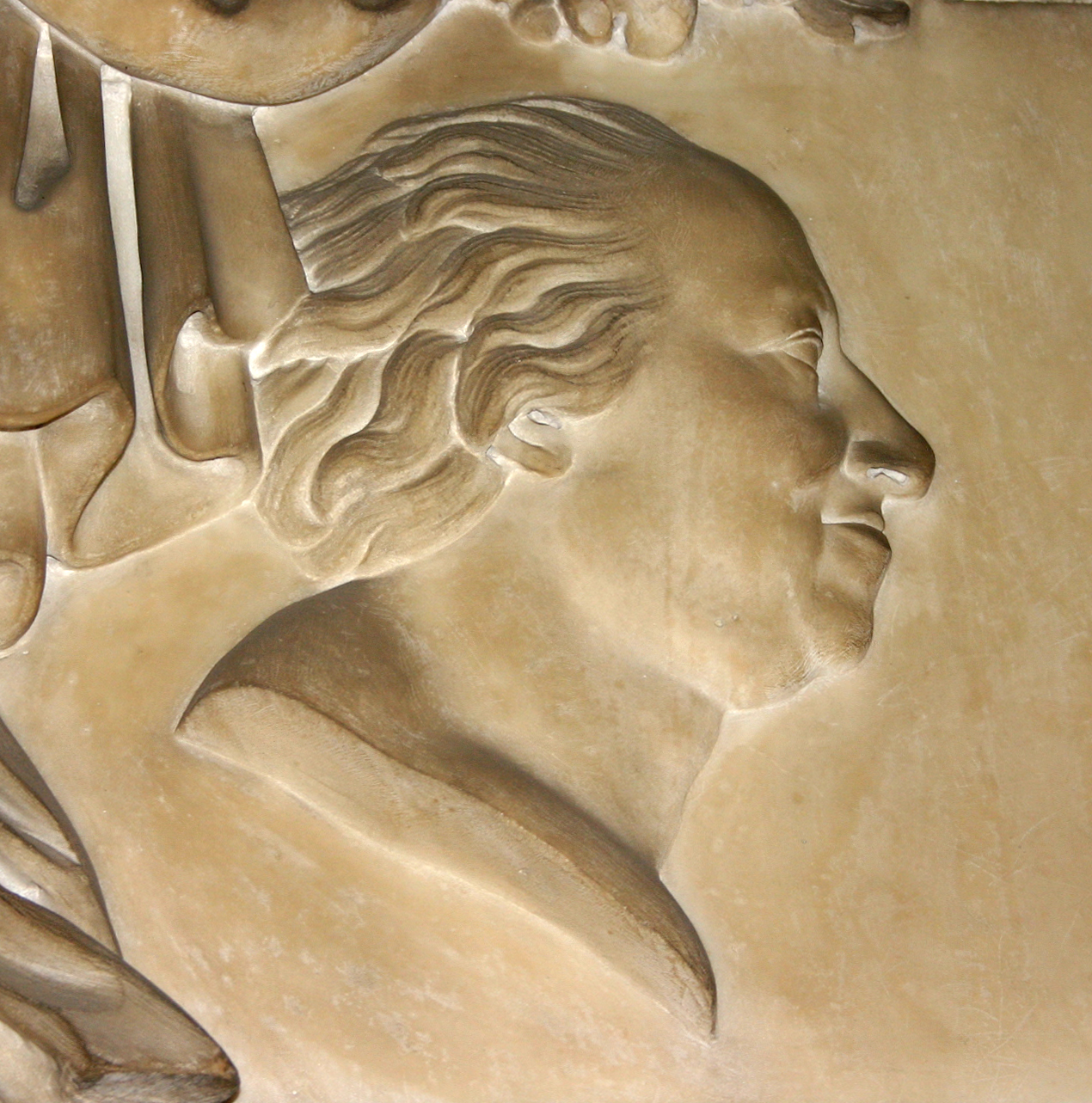
Karl Joseph von Firmian

Karl Joseph Gotthard von Firmian, italienisch Carlo Gottardo Firmian (* 6. August 1716 in Mezzocorona bei Trient, damals Tirol; † 20. Juli 1782 in Mailand) war ein Südtiroler Adliger, Kunstsammler und Politiker sowie österreichischer Generalgouverneur der Lombardei.
Er entstammte dem Tiroler Adelsgeschlecht der Firmian, sein Onkel war der Salzburger Erzbischof Leopold Anton von Firmian. Seine Bildung erhielt er zu Ettal, Innsbruck, Salzburg und auf der Universität Leiden. Nach seinem Studium begab er sich auf Reisen in Frankreich und Italien, von denen er nach der Thronbesteigung Franz’ I. in seine Heimat zurückkehrte.
Vn Maria Theresia wurde er 1753 als österreichischer Gesandter nach Neapel und 1756 als bevollmächtigter Minister in die Lombardei entsandt. In diesem seit 1535 habsburgischen Herzogtum gelang Firmian im Kompromiss mit jungen Reformern eine Verwaltungsreform, die vom Wiener Diplomaten Joseph von Sperges vermittelt wurde. Als Mann der Aufklärung drängte er den geistlichen Einfluss zurück, errichtete Bibliotheken und förderte Wissenschaft und Künste, so als Gönner und Freund von Johann Joachim Winckelmann und Angelika Kauffmann.
Firmian starb am 20. Juli 1782 in Mailand und wurde in der Chiesa di San Bartolomeo beigesetzt. Er hinterließ eine Bibliothek von 40.000 Bänden und kostbare Kunstsammlungen.

## Werke

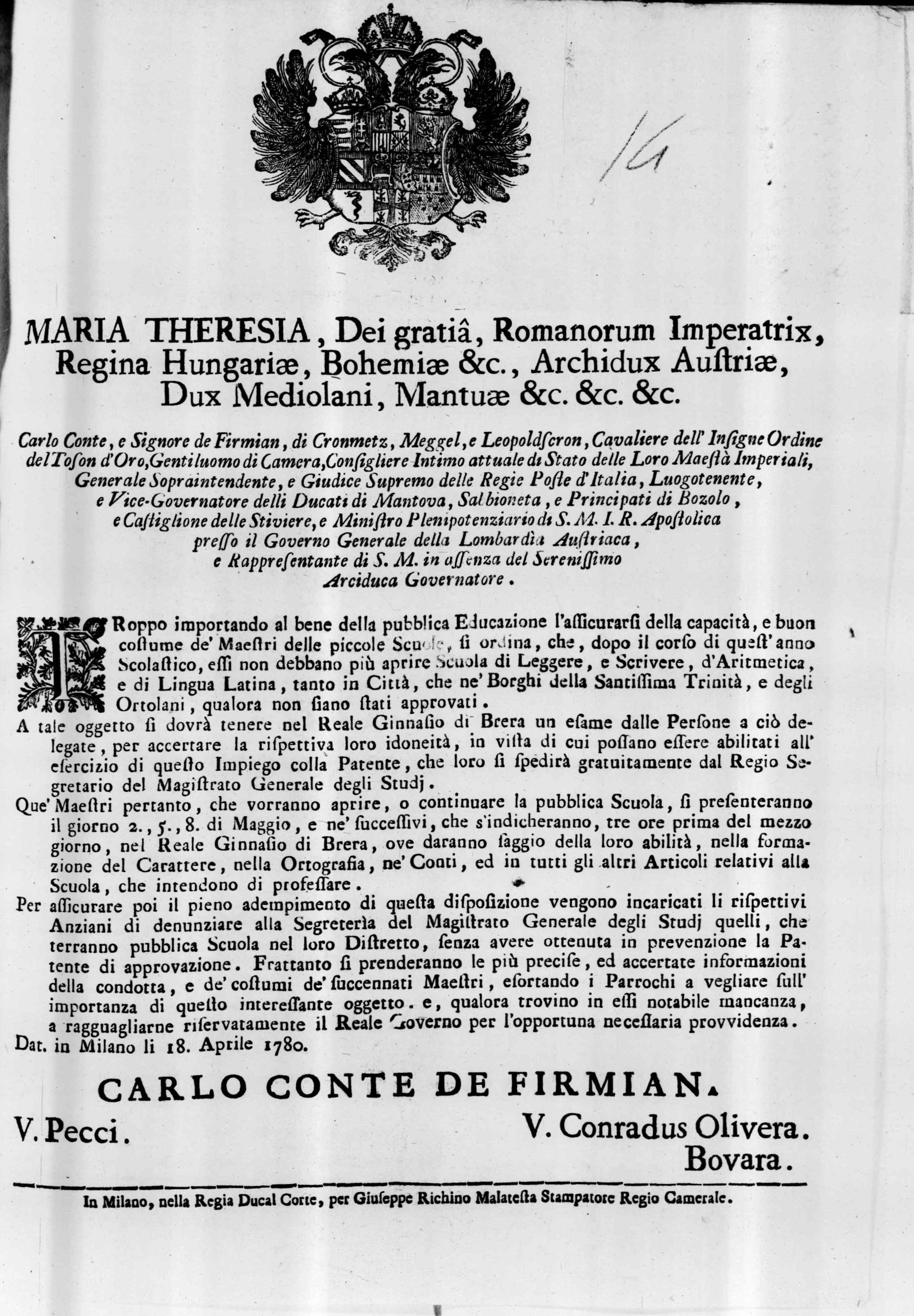
Troppo importando al bene della pubblica educazione, 1780

- Troppo importando al bene della pubblica educazione. Giuseppe Richino Malatesta, Milano 1780 (italienisch, beic.it).